# Запорізький муніципальний театр-лабораторія «Ві»
Запорізький муніципальний театр-лабораторія «Ві» (Vie) (фр. la vie — життя) — український муніципальний театр-лабораторія у Запоріжжі, розташований на острові Хортиця.

## Історія театру
Історія театру-лабораторії «Vie» розпочалася у 1991 році в результаті експерименту групи акторів запорізького ТЮГу і музикантів спільно з майстернею режисера і драматурга KLIMa.  Допрем'єрний показ першої вистави «Четверний стілець» за п'єсою Тоніно Гуерра відбувся 7 липня 1991 року у приміщенні Театра юного глядача для вузького кола колег і друзів. Офіційна прем'єра відбулася 30 листопада 1991 року у місцевому Будинку політпросвіти. Саме цей день і вважається датою заснування нового театру. Новостворена творча одиниця обрала собі назву «Вільний простір гри», яка у 1992 році змінила назву на «Vie».
Першим художнім керівником-директором став Віктор Попов. У 1995 році театр отримав приміщення на острові Хортиця з камерним залом на 96 місць. З 1995 по 1998 роки тривав ремонт у приміщенні і роботи з благоустрою території. Реконструкція театру проходила під керівництвом архітектора, сценографа і художника Лариси Ломакіної. Офіційне відкриття запорізького муніципального театру-лабораторії «Vie» у новому приміщенні відбулося 27 березня 1998 року бенефісом актора Сергія Цевельова і вернісажем художниці Наталії Коробової.
Мета театру-лабораторії «Vie» — пошук нових, актуальних форм виразності, створення поліфункціонального відкритого майданчика сучасного мистецтва.
З грудня 2022 Департамент культури та туризму Запорізької міської ради почав активне впровадження міської театральної реформи. . Припинені шляхом ліквідації юридичні особи Запорізького муніципального театру-лабораторії «Ві» та Запорізького муніципального театру танцю. 5 травня 2023 зареєстровано юридичну особу комунального закладу «Муніципальний театр «Дім актора». На початку серпня 2023 року стартувало творче злагодження акторів театру-лабораторії «Ві» та Театру танцю, яке складалося з підготовки танцюристів до акторської діяльності; актори почали освоювати нові принципи фізичної взаємодії. Майстер-класи для митців проводили Ярослав Кайнар, Олександр Маншилін, Галина Щупак.  
Сезон 2023 року став стартом для нової обʼєднаної команди «Дому актора» . Глядачам була презентована вистава-концерт «Івасюк. Червона рута», в якій було задіяно акторів театру-лабораторії Vie, танцівників Театру танцю та музиканти джазового оркестру City Big Band.   

### Засновник і перший художній керівник
- Попов Віктор Васильович

— український режисер-постановник, лауреат премії імені Івана Паторжинського Українського Фонду культури та театральної премії імені Володимира Блавацького Національної спілки театральних діячів України.

### Трупа театру
- Анасійчук Ростислав
- Донік Ольга
- Неброєв Павло
- Верман Андрій
- Павлухіна Олена
- Лятуринський Андрій
- Гусліста-Полозун Анастасія
- Ксенія Бойченко

### Режисери
- Геннадій Широченко
- Віктор Попов
- Марічка Власова
- Олена Павлухіна

### Художньо-технічний цех
- Богданов Сергій — звукорежисер
- Микита Вельможко - звукооператор
- Бірюков Микола — художник по декораціям.

## Вистави

### Діючий репертуар
| Назва                            | Жанр                             | П'єса і драматург                                          | Режисер                    |
| -------------------------------- | -------------------------------- | ---------------------------------------------------------- | -------------------------- |
| Donbas 2075                      | розмови у присутності комп'єтера | «Міністерство освіти та науки України», Анастасія Косодій, | Донік Ольга, Павло Неброєв |
| Непробудження                    | монодрама                        | «Тіло, яке говорить», Джойя Баттіста                       | Геннадій Широченко         |
| Сім перших робіт Аліни           | іронічна комедія                 | «Сім перших робіт Аліни», Ніна Захоженко                   | Марічка Власова            |
| ELECTROСКОВОРОДА                 | музично-філофське дійство        | тексти Григорія Сковороди                                  | Ольга Донік                |
| Перепоvieдаки. Легенди Запоріжжя | вистава в музеї                  | власне дослідження команди театру Vie                      | Олена Павлухіна            |
| Івасюк. Червона рута             | вистава-концерт                  | "Івасюк. Червона рута", Ірина Гарець                       | Марічка Власова            |
| Самотній Захід                   | чорна комедія                    | "Самотній Захід", Мартін Мак-Дона                          | Віктор Попов               |
| Перепоvieдаки. Шева forever      | антиканон                        | власне дослідження команди театру Vie                      | Олена Павлухіна            |

## Проєкти

### Фестивалі

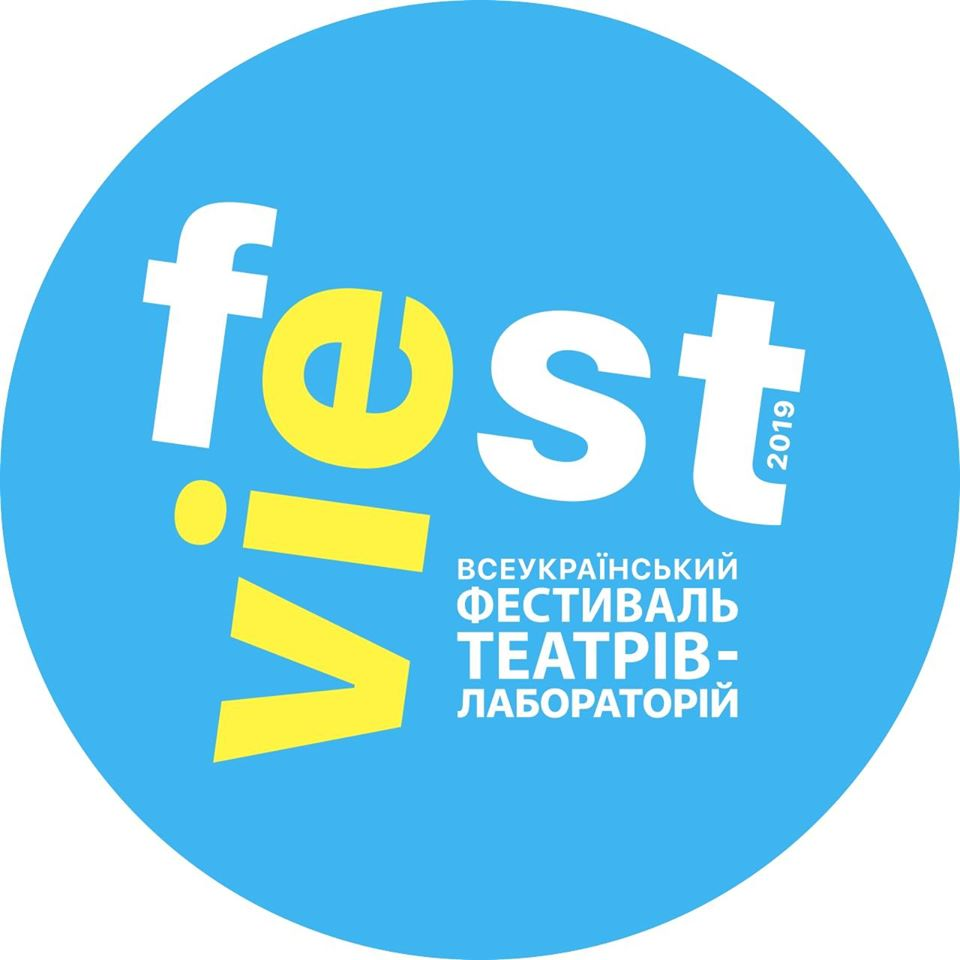

З 2005 по 2019 роки на базі театру проводився міжнародний театральний фестиваль «Золота Хортиця». Загалом за час існування було здійснено 6 повномасштабних реалізацій (1 раз на 2 роки) з відповідною тематикою щоразу. Учасниками фестивалю «Золота Хортиця» стали театри України, Білорусі, Угорщини, росії. Зокрема: ЦСМ «Дах» , Львівський академічний театр імені Леся Курбаса , Угорський Національний театр імені Дьюли Ійєша, Республіканський театр білоруської драматургії, творча майстерня «Театр у кошику».
У 2007 році в рамках відкритого театрального фестивалю «Золота Хортиця. Курбас -інтерфест — 2007» пройшов перший в Україні театральний слем. Щовечора в центрі Запоріжжя, біля «Фонтану Життя» на площі Маяковського, молоді артисти показували майстерність творчих мініатюр в конкурсі слем — 10-хвилинних виступах, де інструментом виразності виступає не текст, а сам виконавець, що може використовувати музику, реквізит, костюм, текст, різні аксесуари, або не використовувати їх зовсім. Переможці визначалися шляхом голосування професійного журі й глядачів. Гран-прі першого українського конкурсу слем одержав запорізький дует «Парадокс».
У 2019 році за підтримки УКФ зроблено ребрендінг та реалізовано фестиваль «VIeFest-2019». За 3 дні фестивалю було представлено 27 театрів (професійних та незалежних) з усієї України (Київ, Харків, Коломия, Чернівці, Львів, Дніпро) на 7 перформативних майданчиках міста. Експертами фестивалю виступили професійні культурні діячі України та Республіки Білорусі.

### Vieчорниці

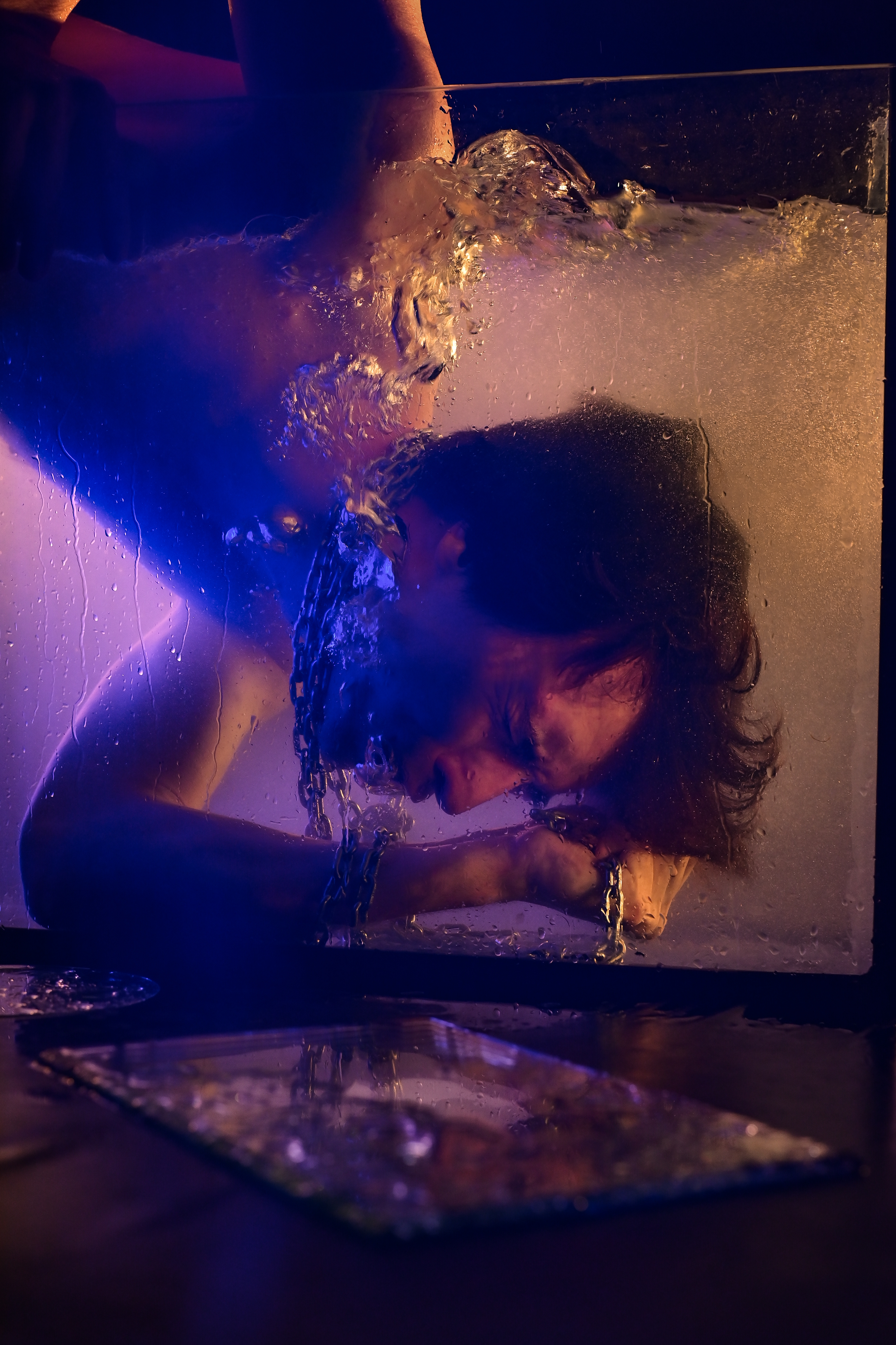
Фрагмент з проєкту «Друге дихання»

Влітку 2022 року трупа театру презентувала новий мультидисциплінарний формат, який об'єднує невимушену атмосферу вечірки та насичену програму серйозного мистецького заходу «Vieчорниці». Прем'єра відбулася 23 та 24 липня, захід був присвячений українській музиці та кіно: глядачі слухали вітчизняний фанк 60-70-х років на вінілових платівках, дивилися шедевр українського поетичного кіно  «Тіні забутих предків». Також на «Vieчорницях» відбулося відкриття виставки серії плакатів харківської художньої студії Aza Nizi Maza під назвою «Що я бачу» .
До Дня незалежності України приурочені «Незалежні Vieчорниці». В програмі концерту-подорожі музично-поетичний перформас, читання сучасної української поезії, виступи діджеїв та музичних гуртів. 
25 березня 2023 року відбулася третя мистеціка вечірка з серії «Vieчорниці». В рамках заходу відбувся перформанс-презентація нового спектакля «Сім перших робіт Аліни», був проведений благодійний аукціон на потреби ЗСУ. Хедлайнером вечора став електронний дует «Хамерман знищує віруси». Під час виступу гурт повідомив, що подарував команді вистави «Сім перших робіт Аліни» свій трек «Ярко кончить з ХЗВ».

### Фотопроєкт «Друге дихання»
Після обстрілів Запоріжжя на початку жовтня 2022 року театр змушений був призупинити покази вистав. Виставка фотопроєкту «Друге дихання», яка мала відкритися у приміщенні театру на острові Хортиця, була презентована на сайті театру. На світлинах знайшли відображення складні емоції, які відчували перформери з 24 лютого 2022 року, з початку російського вторгнення в Україну. 

### Перформанс до 300-річчя Григорія Сковороди
2 грудня 2022 року актори влаштували у міській бібліотеці музично-літературний перформанс «Гіпстерський Сковорода», присвячений 300-річчю українського філософа Григорія Савича Сковороди. Митці читали тексти епохи козацького бароко під сучасну електронну музику: Lo-Fi, брейкбіт, техно тощо. Мета акції - показати, що філософія Сковороди не втратила своєї актуальності, що у ХХІ сторіччі його світогляд зрозумілий українцям . Згодом митці вирішили перетворити перформанс на повноцінний проєкт. 24 червня була зіграна премʼєра музично-філософського дійства "ELECTROСКОВОРОДА" 